# Bob Siebenberg
Pour les articles homonymes, voir Siebenberg.
Bob Siebenberg, de son nom complet Robert Layne Siebenberg, également connu sous le nom de Bob C. Benberg, est un musicien américain né le 31 octobre 1949, à Glendale en Californie, aux États-Unis. Il est surtout connu pour être le batteur du groupe rock Supertramp, groupe qu'il a rejoint en 1973. Le fils de Bob, Jesse, a également joué avec le groupe à partir de 1997.

## Biographie
En 1971, il rejoint le groupe Eggs Over Easy, formé de Barry Richardson au chant et à la basse, Deke O'Brien et Mick Molloy à la guitare, Gerry Hogan aussi à la guitare, au dobro et à la pedal-steel, Ruan O'Lochlainn au piano, guitare et saxophone et Cuff Billett à la trompette. Puis après avoir changé de nom en Janvier 1972 pour devenir Bees Make Honey, ils signent un contrat avec la maison de disques EMI qui publie leur premier single Knee Trembler/Caldonia la même année ainsi que leur premier et unique album album Music Every Night en 1973. Mais de fréquents changements dans la formation mèneront à la dissolution du groupe au cours de l'année 1973. À noter qu'à l'époque, Siebenberg jouait sous le nom de Bob Cee.
Il rejoint alors Supertramp qui enregistre leur troisième album Crime of the Century qui sort en 1974, avec les deux seuls musiciens restants des deux anciennes formations du groupe, Rick Davies au piano, claviers et chant ainsi que Roger Hodgson à la guitare, claviers et chant, Dougie Thomson à la basse et John Helliwell au saxophone, clarinette et flûte complètent le quintette.
Bob a également sorti un album solo en 1985, Giants In Our Own Room, où il chante sur la moitié des chansons et où il joue également les claviers et la batterie. D'autres musiciens ont participé à la réalisation de l'album tels que son beau-frère de 1969 à 2000, Scott Gorham de Thin Lizzy, Steve Farris de Mister Mister, le batteur de Procol Harum B. J. Wilson, Kerry Hatch de Oingo Boingo et John Helliwell de Supertramp.
En plus de son travail avec Supertramp, Bob a participé au projet Heads Up, réunissant des musiciens déjà connus et qui ont profité de cette occasion pour se réunir et enregistrer ensemble, simplement pour le plaisir de la chose. On y retrouve ainsi le claviériste de Phil Collins, Brad Cole qui tient aussi la basse, les guitaristes ayant déjà joués avec Supertramp à un moment ou à un autre Scott Gorham - sur l'album Brother Where You Bound en 1985 - l'autre étant Marty Walsh, les chanteurs Dennis O'Donnel et Reno Wilde ainsi que Bob à la batterie. Un unique album The Long Shot est sorti en 1989.
Il a publié son deuxième album solo The Glendale River en 2013, sur lequel on retrouve Bob Siebenberg et son fils Jesse aux claviers et aux percussions, ainsi que Scott Gorham à la guitare et à la basse, Lee Koch à l'harmonica, la pochette est tirée d'un dessin de Rick Davies.

## Discographie

### Bees Make Honey
- 1973 : Music Every Night
- 2003 : Back On Track - Compilation Album double

### Heads Up
- 1989 : The Long Shot

### En solo
- 1986 : Giants In Our Own Room
- 2013 : Glendale River

### Collaborations
- 1972 : Private Parts de Peter Straker
- 1979 : The Old Pals Act de Peter Bennett - Avec Dougie Thomson et John Helliwell
- 1981 : Solo In Soho de Philip Lynott
- 2003 : Gaïa de Alan Simon : Sur Love Calls Love avec son fils Jessie et John Helliwell.